# جوزيف بلات
جوزيف بلات (بالإنجليزية: Joseph Platt)‏ هو قاضي صلح ‏ وسياسي أمريكي، ولد في 17 فبراير 1672 في نوروولك في الولايات المتحدة، وتوفي بنفس المكان في 12 يونيو 1748. انتخب عضو مجلس نواب كونيتيكت.